# Polyrhachis lata
Polyrhachis lata é uma espécie de formiga do gênero Polyrhachis, pertencente à subfamília Formicinae.